# 艾德庫利湖
55°47′23″N 61°50′46″E / 55.78972°N 61.84611°E
艾德庫利湖（俄语：Айдыкуль），是俄羅斯的湖泊，位於該國西南部車里雅賓斯克州，由庫納沙克區負責管轄，面積70平方公里，平均水深3至4米，最大水深4米。